# Munhoz de Mello
Munhoz de Mello ist ein brasilianisches Munizip im Bundesstaat Paraná. Es hat 3.951 Einwohner (2022), die sich Munhozenser nennen. Seine Fläche beträgt 137 km². Es liegt 573 Meter über dem Meeresspiegel.

## Etymologie
Ursprünglich gab der Landbesitzer Gustavo Ribas dem Ort den Namen seines Vaters, Interventor Manoel Ribas. Manuel Ribas war 1932 bis 1945 Bundesinterventor (Staatsoberhaupt) von Paraná. Zur Muniziperhebung 1955 wurde der Ortsname auf Interventor verkürzt. Erst 1956 erhielt der Ort seinen heutigen Namen zu Ehren von José Munhoz de Mello, dem früheren Präfekten von Londrina und Präsidenten des Obersten Gerichtshofs von Paraná (portugiesisch: Tribunal de Justiça do Paraná).

## Geschichte

### Besiedlung
Die Geschichte von Munhoz de Mello beginnt mit dem Niedergang der Kaffeeproduktion im Bundesstaat São Paulo, von wo die Hauptakteure des Besiedlungsprozesses stammten. Mit der starken Zuwanderung begannen Probleme im Zusammenhang mit illegaler Landnahme. Die Staatsregierung teilte daraufhin ein großes Gebiet in Parzellen auf und verkaufte sie zu niedrigen Preisen an private Unternehmen. Später förderte die Regierung, ermutigt durch den Erfolg der Companhia de Terras do Norte do Paraná ein ähnliches Kolonisierungsprogramm, bei dem sie ihre Ländereien entlang der Ufer des Bandeirantes do Norte (Nebenfluss des Pirapó) in kleinen Losen verkaufte. So entstanden die Kolonien Içara (1941), Jaguapitã (1943), Centenário (1944), Pagu (1950) und Interventor (1950), das heutige Munhoz de Mello.
Es wurde in den 1930er und 1940er Jahren besiedelt. Die Pioniere beantragten das Land in Londrina. Danach kam der Fiskus, um die Abgrenzung vorzunehmen und das Gebiet nach der Zahl der Einwohner des Ortes aufzuteilen. Der Besitzübergang wurde 1944 wirksam, als die Colônia de Nacionais Interventor offiziell gegründet wurde. Die Pionierfamilien siedelten sich vorübergehend in kleinen Holzhäusern an. Nachdem sie den Wald abgeholzt und niedergebrannt hatten, bereiteten sie das Land für den Anbau von Kaffee, Bohnen, Reis und Mais vor, legten Gemüsegärten und Obstbäume an und züchteten Schweine und Hühner.
Die Bevölkerung erreichte in den 1960er Jahren die Marke von 14.000 Einwohnern, was auf den Kaffeeboom zurückzuführen ist, der die Haupteinnahmequelle der hier lebenden Familien darstellte. Jahre später, in den 1970er Jahren, sank die Bevölkerung auf 10.700 Einwohner, als neue Produkte wie Baumwolle, Mais, Zuckerrohr und andere angebaut wurden. Doch mit der Umstellung der örtlichen Landwirtschaft schrumpfte die Gemeinde und die Zahl der Einwohner sank in den 1990er Jahren auf 3.525 Menschen.

### Erhebung zum Munizip
Munhoz de Mello wurde durch das Staatsgesetz Nr. 2473 vom 3. November 1955 aus Astorga ausgegliedert und in den Rang eines Munizips erhoben. Es wurde am 14. Dezember 1956 als Munizip installiert.

## Geografie

### Fläche und Lage
Munhoz de Mello liegt auf dem Terceiro Planalto Paranaense (der Dritten oder Guarapuava-Hochebene von Paraná) auf 23° 08′ 52″ südlicher Breite und 51° 46′ 26″ westlicher Länge. Seine Fläche beträgt 137 km². Es liegt auf einer Höhe von 573 Metern.

### Vegetation
Das Biom von Munhoz de Mello ist Mata Atlântica.

### Klima
In Munhoz de Mello herrscht warmes, gemäßigtes Klima. Es gibt das ganze Jahr über deutliche Niederschläge, insgesamt 1559 mm. Selbst der trockenste Monat weist noch hohe Niederschlagsmengen auf. Die Klimaklassifikation nach Köppen und Geiger lautet Cfa. Im Jahresdurchschnitt liegt die Temperatur bei 22,0 °C.

### Gewässer
Der Rio Bandeirantes do Norte bildet die nördliche Grenze des Munizips.

### Straßen
Munhoz de Mello ist über eine Gemeindeverbindungsstraße mit Santa Fé und Astorga verbunden.

### Nachbarmunizipien
|          | Santa Fé (Paraná)                           |           |
|          | Kompassrose, die auf Nachbargemeinden zeigt | Jaguapitã |
| Iguaraçu |                                             | Astorga   |

## Stadtverwaltung
Bürgermeister: Marcondes Araújo da Costa, PL (2021–2024)
Vizebürgermeister: Bruno Deyvison Araujo (2021–2024)

## Demografie

### Bevölkerungsentwicklung
| Jahr | Einwohner | Stadt | Land |
| ---- | --------- | ----- | ---- |
| 1960 | 6.931     | 15 %  | 85 % |
| 1970 | 7.376     | 18 %  | 82 % |
| 1980 | 4.914     | 31 %  | 69 % |
| 1991 | 3.628     | 55 %  | 45 % |
| 2000 | 3.401     | 74 %  | 26 % |
| 2010 | 3.672     | 81 %  | 19 % |
| 2022 | 3.951     |       |      |

Quelle: IBGE (2011) und Volkszählung 2022

### Ethnische Zusammensetzung
| Gruppe * | 1991    | 2000    | 2010    | wer sich als …                                                                   |
| --- | ------- | ------- | ------- | -------------------------------------------------------------------------------- |
| Weiße | 68,4 %  | 69,4 %  | 59,1 %  | weiß bezeichnet                                                                  |
| Schwarze | 3,6 %   | 2,6 %   | 2,0 %   | schwarz bezeichnet                                                               |
| Gelbe | 0,5 %   | 0,5 %   | 0,5 %   | von fernöstlicher Herkunft wie japanisch, chinesisch, koreanisch etc. bezeichnet |
| Braune | 27,5 %  | 27,5 %  | 38,3 %  | braun oder als Mischung aus mehreren Gruppen bezeichnet                          |
| Indigene | 0,0 %   | 0,0 %   | 0,0 %   | Ureinwohner oder Indio bezeichnet                                                |
| ohne Angabe | 0,0 %   | 0,0 %   | 0,0 %   |                                                                                  |
| Gesamt | 100,0 % | 100,0 % | 100,0 % |                                                                                  |
| *) Das IBGE verwendet für Volkszählungen ausschließlich diese fünf Gruppen. Es verzichtet bewusst auf Erläuterungen. Die Zugehörigkeit wird vom Einwohner selbst festgelegt. |         |         |         |                                                                                  |

Quelle: IBGE (Stand: 1991, 2000 und 2010)